# Griffith Stadium
O Griffith Stadium foi um estádio localizado em Washington D.C., nos Estados Unidos, foi inaugurado em 1911, sendo a casa dos times de beisebol do primeiro Washington Senators (que posteriormente se tornou o Minnesota Twins entre 1911 e 1960 e do segundo Washington Senators (que posteriormente se tornou o Texas Rangers) em 1961, também foi a casa do time de futebol americano Washington Redskins da NFL entre 1937 e 1960, sua capacidade variou de 27.000 à 38.000 ao longo de várias reformas durante sua vida, foi demolido em 1965, sendo construído no local um hospital.